# Nompar II de Caumont
Nompar II de Caumont est un chroniqueur français né en 1391, mort en Angleterre en 1446.

## Biographie
Il a laissé son nom pour avoir effectué le pèlerinage de Saint-Jacques-de-Compostelle en 1417 puis s'être rendu en terre sainte en 1419-1420.

## Œuvre
Il a écrit un Voyage à Jérusalem en 1418, publié à Paris en 1858 par Édouard Lelièvre de La Grange.
On lui doit aussi des quatrains moraux sous le titre de Dits et enseignements, publiés par Galy.